# П5: прощальные песни политических пигмеев пиндостана
П5: прощальные песни политических пигмеев Пиндостана — сборник рассказов Виктора Пелевина, имеющий копирайт 2007 и поступивший в продажу 5 октября 2008 года. В книгу вошли пять сюжетно не связанных друг с другом произведений: «Зал поющих кариатид», «Кормление крокодила Хуфу», «Некромент», «Пространство Фридмана» и «Ассасин».

## Сюжет

### Зал поющих кариатид
Главная героиня, Лена, устраивается на работу в секретный бордель для олигархов, где она и другие девушки должны при отсутствии клиентов изображать скульптуры кариатид. Для сохранения ими полной неподвижности на достаточно длительный период им вводится препарат «Мантис-Б», изготовленный из богомолов, обладающих требуемым свойством. Но в результате неисследованного побочного эффекта им также передаётся и инстинкт, свойственный самке богомола: пожирать самца после спаривания.

### Кормление крокодила Хуфу
Трое людей едут в машине по туманному шоссе на юге Франции, намереваясь увидеть некоего фокусника. Его фокусами зрители остаются недовольны, тем более, что один из них вслух разоблачал каждый фокус. Но запись на аудиокассете фокусника, которую прослушали герои, осуществляет связь их с Древним Египтом, фараоном Хуфу и легендой о его крокодиле, что неожиданным образом сказывается на концовке рассказа.

### Некромент
История о генерале ГАИ Крушине, выдвинутого государственными политтехнологами на роль политического «клоуна» с националистическими взглядами. В рассказе высмеиваются российские политические пиарщики. В частности там под слегка изменёнными именами фигурируют Глеб Павловский, Александр Дугин и Марат Гельман.
Рассказ построен как журналистское расследование. При этом разговорные формы и жаргонизмы материала позволяют отнести его к публикации «жёлтой прессы». Выясняется, что Крушин с оккультными целями убивал своих подчинённых (сотрудников МВД), кремировал их трупы, а прах добавлял под видом «экологической добавки» в материал «лежачих полицейских». Незадолго до разоблачения Крушин стреляется на камеру.

### Пространство Фридмана
Профессор-физик Поташинский исследует странные эффекты, связанные с перемещением крупных сумм денег. Профессор обнаруживает «пространство Фридмана», в которое попадают богатые люди и которое изменяет время и пространство наподобие чёрных дыр так, что сторонний наблюдатель не имеет возможности наблюдать события, в нём происходящие.
Рассказ был опубликован в майском номере российской версии журнала Forbes и доступен в Интернете.

### Ассасин
История мальчика Али, попавшего в раннем детстве в высокогорный замок, где из него сделали наёмного убийцу (ассасина) и из которого он в конце концов совершил побег. Рассказ сопровождается несколькими «комментариями»: суфия, историка, культуролога, юриста и нарколога.

## Рекламная кампания
В сентябре 2008 года появилась информация о том, что реклама новой книги Пелевина была запрещена по причине наличия в ней «оскорбительного выражения… в отношении национальности» (ч. 6 ст. 5 ФЗ «О рекламе») и побуждения к совершению противоправных действий (ч. 4 ст. 5 ФЗ «О рекламе»). Пародийная цитата на эту тему была опубликована на Bash.org.ru.

## Критика
По мнению литературного критика Анны Наринской, сборник нельзя считать лучшей книгой Пелевина. Пять рассказов, собранные под одной обложкой, остаются разрозненными. Шутки и литературные конструкции сборника не являются принципиально новыми для писателя. Из новшеств — введение в повествование узнаваемых современных реалий и персонажей.
Название сборника «Прощальные песни политических пигмеев Пиндостана» объясняется в первом его рассказе «Зал поющих кариатид». Такими пигмеями инструктор по идеологии называет Гарри Каспарова, Эдуарда Лимонова и их сторонников: «…эпоха политических пигмеев, работающих на Пиндостан, прошла навсегда. Усе. Пускай, если хотят, споют на прощанье».